# Claude Mallemans de Messanges
Claude Mallemans de Messanges, né à Beaune en 1653 et mort à Paris en 1723, est un physicien français. Il est le frère du versificateur Étienne et de l’auteur et traducteur Jean.
Après avoir fait, pendant quelque temps, partie de la congrégation de l'Oratoire, il enseigna la philosophie au collège du Plessis et donna des leçons à la duchesse de Bourgogne.
Alexandre Koyré estimait que « Tous ses écrits ne sont qu'un tissu d'absurdités. »

## Œuvres
- Machine pour faire toutes sortes de cadrans solaires, 1679
- L’Ouvrage de la création, traité physique du monde, nouveau système, raisonnemens différens de ceux des anciens et des nouveaux philosophes (Paris 1679, in-12°)
- Dissertation sur les comètes (Paris 1681, 4°) ;
- Le grand et fameux Problème de la quadrature du cercle résolu géométriquement par le cercle et la ligne droite, 1683 et 1686, Paris, in-12° ;
- Nouveau système de l'aiman, 1685
- La Question décidée sur le sujet de la fin du siècle, 1699

## Note
1. ↑  A. Koyré, Études newtoniennes, Gallimard, coll. « nrf Bibl. des Idées », 1968, « Une lettre inédite de Robert Hooke », p. 302, n. 34

## Source
- Dictionnaire encyclopédique Larousse du XIXe siècle, en huit volumes.